# Martial industrial
Martial industrial, eller "militär pop", är en musikgenre som skapades under det sena 1900-talet i Europa. Musiken är ofta en blandning mellan modern klassisk musik, neofolk, industrial och dark ambient. Ofta blandas marschmusik som skapar en mycket militaristisk stämning. Exempel på detta är till exempel grupperna Triarii och svenska Arditi. 
Cold Meat Industry som är baserat i Sverige är bland annat distributör för martial, ambient och neofolk.